# Sabulodes tinonaria
Sabulodes tinonaria är en fjärilsart som beskrevs av Paul Dognin 1896. Sabulodes tinonaria ingår i släktet Sabulodes och familjen mätare. Inga underarter finns listade.